# Irving Tennis Classic 2015
El Irving Tennis Classic 2015fue un torneo de tenis profesional jugado en canchas duras. Se disputó la cuarta edición del torneo que formó parte del circuito ATP Challenger Tour 2015. Se llevó a cabo en Irving (Texas), Estados Unidos entre el 17 y el 22 de marzo de 2015.

## Jugadores participantes del cuadro de individuales
| Favorito | País                  | Jugador           | Rank1 | Posición en el torneo |
| -------- | --------------------- | ----------------- | ----- | --------------------- |
| 1        | Bandera de Francia    | Jérémy Chardy     | 34    | Segunda ronda         |
| 2        | Bandera de Luxemburgo | Gilles Müller     | 36    | Semifinales           |
| 3        | Bandera de Alemania   | Benjamin Becker   | 40    | Cuartos de final      |
| 4        | Bandera de Austria    | Dominic Thiem     | 46    | Segunda ronda         |
| 5        | Bandera de Ucrania    | Sergiy Stakhovsky | 50    | Segunda ronda         |
| 6        | Bandera de Polonia    | Jerzy Janowicz    | 51    | Segunda ronda         |
| 7        | Bandera de Chipre     | Marcos Baghdatis  | 61    | Cuartos de final      |
| 8        | Bandera de Argentina  | Diego Schwartzman | 63    | Segunda ronda         |

- 1 Se ha tomado en cuenta el ranking del 9 de marzo de 2015.

### Otros participantes
Los siguientes jugadores recibieron una invitación (wild card), por lo tanto ingresan directamente al cuadro principal (WC):
- Jérémy Chardy
- Sergiy Stakhovsky
- Édouard Roger-Vasselin
- Michael Russell

Los siguientes jugadores ingresan al cuadro principal tras disputar el cuadro clasificatorio (Q):
- Bjorn Fratangelo
- Marco Cecchinato
- Kyle Edmund
- Johannes Schretter

## Campeones

### Individual Masculino
- Aljaž Bedene derrotó en la final a  Tim Smyczek, 7–6(7–3), 3–6, 6–3

### Dobles Masculino
- Robert Lindstedt /  Sergiy Stakhovsky derrotaron en la final a  Benjamin Becker /  Philipp Petzschner, 6–4, 6–4